# Craterostigma
Craterostigma é um género botânico pertencente à família Scrophulariaceae.

## Espécies
- Craterostigma alatum
- Craterostigma auriculaefolium
- Craterostigma boranense
- Craterostigma cerastioides
- Craterostigma chironioides

1. ↑  «Craterostigma — World Flora Online». www.worldfloraonline.org. Consultado em 19 de agosto de 2020